# スーパーふじおか
株式会社スーパーふじおか（SUPER Fujuoka Co., Ltd.）は、かつて広島県を営業基盤とするスーパーマーケット「スーパーふじおか」、「ピュアークック」を運営していた企業である。
本社は広島県廿日市市四季が丘6丁目15番。フジマートへスーパー事業を譲渡するまではCGCグループに加盟していた。

## 沿革
- 1957年（昭和32年） - 廿日市市可愛で生鮮食品小売業を個人創業。
- 1964年（昭和39年）10月 - 株式会社スーパーふじおかとして設立。
- 2002年（平成14年） - 宮内店24時間営業開始。
- 2006年（平成18年） - 本部を四季が丘に移転。
- 2008年（平成20年）
  - 山陽女子短期大学の学生と連携しコラボ弁当開発プロジェクト発足
  - 3月28日 - フレスタと業務提携することで合意[1]。
- 2012年（平成24年）10月4日 - 会社分割でスーパーマーケット事業（「ピュアークック」10店舗）をフジマートに譲渡[2]。フジマートの全株式をフジが取得し、完全子会社とする[3]。
- 2016年（平成29年） - 特別清算[4]。